# Ben Badis, Constantine
Ben Badis là một đô thị thuộc tỉnh Constantine, Algérie. Dân số thời điểm năm 2002 là 13.869 người.